# تئودورو بالبی
تئودورو بالبی (به ایتالیایی: Teodoro Balbi) (زاده ۸ سپتامبر ۱۵۴۲ و درگذشته ۳ فوریه ۱۶۱۹) سیاستمدار و نظامی ایتالیایی بود.